# (14020) 1994 PE18
A (14020) 1994 PE18 a Naprendszer kisbolygóövében található aszteroida. Eric Walter Elst fedezte fel 1994. augusztus 10-én.

## Kapcsolódó szócikk
- Kisbolygók listája (14001–14500)